# لويس شو
لويس شو (بالإنجليزية: Lewis Shaw)‏ هو ممثل بريطاني (وحمل سابقاً جنسية المملكة المتحدة لبريطانيا العظمى وأيرلندا)، ولد في 1910 بلندن في المملكة المتحدة، وتوفي في 1987.

## وصلات خارجية
- لويس شو على موقع IMDb (الإنجليزية)